# Call of Duty: Modern Warfare: Mobilized
Call of Duty: Modern Warfare: Mobilized é um first-person shooter, na série Call of Duty, desenvolvido pela n-Space para a consola portátil Nintendo DS. O jogo tem lugar no mesmo ambiente de Modern Warfare 2 e apresenta muitos elementos de jogabilidade típicos da série, incluindo o uso de mira, e as missões de veículos.